# جان اکروید
جان اکروید (انگلیسی: John Ackroyd (footballer, born 1868)؛ زادهٔ ۱۸۶۸) یک بازیکن فوتبال است.